# Узбароги
Узбароги (біл. вёска Узбарогі) — село в складі Смолевицького району Мінської області, Білорусь. Село підпорядковане Драчківській сільській раді, розташоване в центральній частині області.